# ماري هوتون (شاعرة)
ماري هوتون (بالإنجليزية: Mary Hutton)‏ (10 يوليو 1794 - 1859)؛ كاتِبة وشاعرة بريطانية.